# Мале Косіги
Мале Косіги (словац. Malé Kosihy) — село, громада округу Нове Замки, Нітранський край. Кадастрова площа громади — 8.43 км².
Населення 400 осіб (станом на 31 грудня 2019 року).

## Історія
Мале Косіги згадуються 1254 року.

## Населення
| Рік:            | 1994. | 2004.    | 2014. | 2024.   |
| --------------- | ----- | -------- | ----- | ------- |
| Кількість осіб: | 448   | 386      | 386   | 364     |
| Різниця:        |       | -13,83 % | +0 %  | -5,69 % |

| Рік:            | 2023. | 2024.   |
| --------------- | ----- | ------- |
| Кількість осіб: | 363   | 364     |
| Різниця:        |       | +0,27 % |